# Scaptodrosophila pusio
Scaptodrosophila pusio är en tvåvingeart som först beskrevs av Oswald Duda 1923.  Scaptodrosophila pusio ingår i släktet Scaptodrosophila och familjen daggflugor. Inga underarter finns listade i Catalogue of Life.